# Sharon Laws
Sharon Laws (* 7. Juli 1974 in Nairobi, Kenia; † 16. Dezember 2017) war eine britische Radrennfahrerin.

## Biographie

### Arbeit als Biologin
Sharon Laws wurde als Tochter britischer Eltern in Kenia geboren und wuchs in England auf. 2001 kehrte die studierte Biologin nach Afrika zurück als Mitarbeiterin einer Charity-Organisation in Simbabwe. Nach einer weiteren Qualifizierung arbeitete sie für die britische Regierung und wurde in der Folge als Mitarbeiterin der Vereinten Nationen in Südafrika abgeordnet. Nach einer erneuten Rückkehr nach Großbritannien war sie in den Royal Botanic Gardens in Kew tätig, schließlich als Umweltberaterin für die Rio Tinto Group in Australien zu arbeiten. In Afrika hatte die vielseitige Sportlerin Mountainbike-Touren in Mosambik, Lesotho und Swasiland unternommen.

### Radsportlaufbahn
In Australien begann Laws ernsthaft mit dem Radrennsport. 2007 gewann sie die Tour of Bright und wurde Zweite der australischen Meisterschaft im Straßenrennen. Sie kehrte auf Wunsch des britischen Radsportverbandes nach Großbritannien zurück, gewann das Cheshire Classic und wurde in die Olympiamannschaft berufen. Beim Straßenrennen der Olympischen Spiele in Peking belegte sie Platz 35. Im Herbst desselben Jahres wurde sie britische Meisterin im Einzelzeitfahren.
2010 gewann Sharon Laws die Berner Rundfahrt und wurde Zweite der Tour Cycliste Féminin International de l’Ardèche. 2011 wurde sie jeweils Dritte der nationalen Straßenmeisterschaft sowie von Open de Suède Vårgårda mit ihrem Team im Mannschaftszeitfahren. 2012 wurde sie Dritte bei Gracia Orlová und Fünfte bei Emakumeen Bira. Zudem errang sie den britischen Titel im Straßenrennen, wurde aber zu ihrer Enttäuschung nicht für die Olympischen Spiele 2012 nominiert.
Im März 2013 belegte Laws den zweiten Platz bei der südafrikanischen Straßenmeisterschaft, die als offener Wettbewerb ausgetragen wurde. Nur wenige Tage später erlitt sie während des Cape Argus Race einen schweren Sturz, wobei sie sich zahlreiche Brüche und andere Verletzungen zuzog. 2016 beendete Laws ihre Radsportkarriere.
Sharon Laws starb am Morgen des 16. Dezember 2017 im Alter von 43 Jahren an den Folgen einer Gebärmutterhalskrebs-Erkrankung.

## Erfolge
2004
- Cape Epic (mit Hanlie Booyens)

2008
- Britische Meisterin – Einzelzeitfahren

2010
- eine Etappe Tour Cycliste Féminin International de l’Ardèche
- Berner Rundfahrt

2012
- Weltmeisterschaft – Mannschaftszeitfahren
- Britische Meisterin – Straßenrennen

## Teams
- 2008 Halfords Bikehut Cycle Team
- 2010–2011 Garmin-Cervélo
- 2012 AA Drink-leontien.nl
- 2013 Lotto Belisol Ladies
- 2014 United HealthCare Pro Cycling Team
- 2015 Bigla Cycling Team
- 2016 Podium Ambition Pro Cycling p/b Club la Santa